# Général Ludd
Pour les articles homonymes, voir Ludd.
General Ludd est le huitième épisode de la première saison de la série policière américaine Blacklist, diffusé aux États-Unis sur NBC le 11 novembre 2013.

## Résumé
Elizabeth découvre un complot élaboré pour détruire le système financier du pays quand un nouveau nom sur la liste noire, le Général Ludd (Justin Kirk), est révélé par Red. Red demande l'accès à la base de données ViCAP en échange de son aide. Pendant ce temps, Tom informe Liz que le cancer de son père adoptif Sam (William Sadler) est de retour. En raison de la terreur causée par le groupe du général Ludd, Liz est incapable de partir au chevet de Sam à l'hôpital. Pendant ce temps, Red va à l'hôpital et parle à Sam, qu'il connaît bien. Sam l'informe qu'il veut dire à Liz la vérité sur sa famille. Red dit à Sam qu'Elisabeth ne doit jamais connaître la vérité, puis étouffe Sam avec un oreiller après que celui-ci exprime le souhait qu'il ne meure pas d'une mort lente de sa maladie. Le général Ludd est capable de voler un disque dur contenant les plans pour la monnaie américaine nouvellement frappée. Cependant, Red est capable de le capturer et de voler le disque dur avant de remettre Ludd au FBI. Elizabeth découvre que son père est mort. Red utilise son nouvel accès à ViCAP pour rechercher le nombre que les Chinois lui ont donné dans Wujing; c'est le numéro d'un fichier sur une femme nommée Lucy Brooks. Red réconforte Elizabeth comme elle pleure son père.

## Accueil

### Audiences
Diffusé à 21h sur NBC le 11 novembre 2013, General Ludd obtient un taux de 3,0/8 sur l'échelle de Nielsen avec 10,69 millions de téléspectateurs, ce qui en fait l'émission la mieux notée dans son créneau horaire et la onzième émission télévisée la plus regardée de la semaine. En Live+7, l'épisode enregistre un taux de 2,3 et 6,326 millions de téléspectateurs, portant le total à 17,014 millions de téléspectateurs et un taux de 5,1.
Diffusé à la suite de Frederick Barnes en France à 21h45 le 10 septembre 2014 sur TF1, General Ludd a fidélisé 5,2 millions de téléspectateurs (soit 24,6% auprès de l'ensemble du public).